# السلامة والصحة المهنية

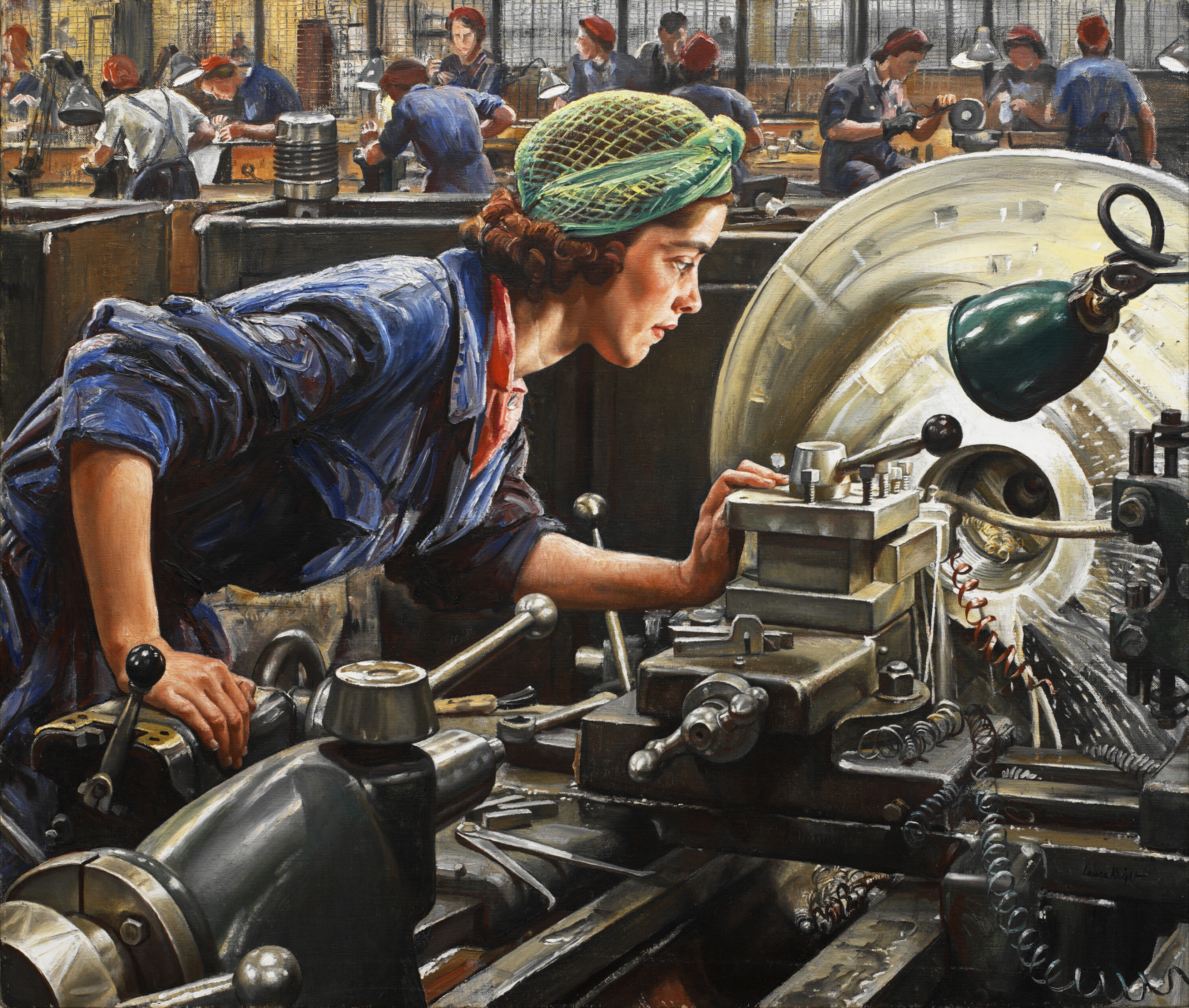
هذه اللوحة تصور امرأة تعمل على مخرطة في مصنع في بريطانيا خلال الحرب العالمية الثانية ولا تحمي عينيها. طبعا اليوم، هذا الأمر لايسمح في معظم البلدان الصناعية التي تلتزم بمعايير الصحة والسلامة المهنية للعمال. في كثير من البلدان هذه المعايير لا تزال إما ضعيفة أو غير موجودة.

السلامة والصحة المهنية هي علم مهم جدا يهدف إلى حماية العاملين بالمصانع ومنشآت العمل من الحوادث المحتملة التي قد تسبب بإصابات للعامل أو وفاة وأيضاً أضرار أو تلفيات لممتلكات المنشأة.
وهذا العلم يترسخ بعدة معايير واشتراطات يجب اتباعها للحفاظ على سلامتنا وسلامة من حولنا.. وكما يقال السلامة للجميع فيقصد هنا أنها مسؤولية الجميع وتكاتفهم ليعيشوا في بيئة عمل آمنة ومطمئنة.
وتدخل السلامة والصحة المهنية في كل مجالات الحياة، فعند تعاملك مثلا: مع الكهرباء والأجهزة المنزلية فلا غنى عن اتباع اشتراطات السلامة العامة وكذلك يجب قرائة الكتيب الخاص في الأجهزة المراد استخدامها عند التعامل مع الكهرباء وأيضا عند القيادة بسيارتك فلن تستغني عن اتباع قواعد السلامة المرورية مثل (اللوحات الإرشادية، الزام جميع من بالمركبة بربط حزام الأمان، التقيد بـالسرعة المحددة)، فالسلامة دائما تكون (أولاً).

## نبذة تاريخية
حين بدأت الثورة الصناعية في أوروبا وانتقل الفلاحون بكثرة إلى المدن حيث الصناعة هاربيين من الاستعباد الذي كانوا يواجهونه من الإقطاعيين بدأت تظهر حوادث كثيرة تؤدي إلى إصابة هؤلاء المهاجرين الذين ليست لهم معرفة بالصناعة و مخاطرها، وكانت المصانع تعج بمختلف أنواع المخاطر وكان الرأى السائد أنه إذا وقعت حادثة وكان المصاب سبباً فيها فإن صاحب العمل لا يلتزم بأية مسؤولية على الإطلاق. وحينما زادت الحوادث بشكل مفزع واصبح الكل يتحدث عنها، جرت قوانين وتشريعات تلزم اصحاب المصانع بتعويض المصابين عن الحوادث حتى لو كانوا سبباً في حدوثها. وحين أخذ أصحاب المصانع بتحسين ظروف العمل تقبلا للتعويضات التي يدفعونها للمصابين مما قلل من عدد الاصابات، الا أن نسبة الحوادث عادت مرة ثانية للارتفاع بسبب كثرة المواد العضوية والكيميائية مثال خطأ>←[{\displaystyle {\ce {SO4^2- + Ba^2+ -> BaSO4 v}}}] التي أُدخلت في العمليات الصناعية والتوسع في الاعتماد على الآلة في عملية الإنتاج بالإضافة إلى سبب رئيسي آخر هو عدم معاملة الأمن الصناعي (اداريا) بالتساوي مع أهم أهداف المنشأة وهو الربح.

## خطوات السلامة العامة
1. ضرورة استخدام معدات الوقاية والسلامة الشخصية أثناء العمل وعدم الاستهانة بأهميتها.
2. ضرورة توفير صندوق إسعافات أولية في مواقع العمل من أجل التعامل مع الإصابات البسيطة وبصورة سريعة.
3. ضرورة حفظ المواد الكيماوية والمواد القابلة للاشتعال بعيداً عن أماكن تجمع العمال باعتبارها مصدر خطر حقيقي على المصانع والمنشآت والعاملين فيها.
4. ضرورة تفعيل مفهوم السلامة المهنية داخل المصانع والمنشآت وذلك بإيجاد مشرف للسلامة المهنية بحيث يقوم بمتابعة متطلبات السلامة التي من شأنها أن تحد الكثير من الحوادث.
5. ضرورة التركيز على رفع مدى جاهزية العاملين في المصانع والمنشآت وذلك بتنفيذ التمارين التي من شأنها إكسابهم الخبرات الكافية بكيفية الإخلاء والتعامل مع الحوادث حال وقوعها.
6. ضرورة استدامة التنسيق بين أصحاب المصانع أو القائمين عليها مع جهاز الدفاع المدني للسلامة والصحة المهنية والجهات المعنية بهذا الشان وذلك بعقد دورات للمشرفين على العمل والعاملين التي تهدف إلى توفير بيئة عمل آمنة للجميع.
7. ضرورة العمل على إصدار المطويات والبوسترات والملصقات بشكل دوري ومواكبة التطورات التي تطرأ على بيئة العمل في مجال السلامة العامة حيث تعتبر هذه المنشورات من الأمور الضرورية والمهمة لتثقيف العاملين ورفع الحس التوعوي لديهم وبالتالي الحد من الإصابات في بيئة العمل

## الأهداف العامة التي تسعى السلامة والصحة المهنية إلى تحقيقها
1. حماية العنصر البشري من الإصابات الناجمة عن مخاطر بيئة العمل وذلك بمنع تعرضهم للحوادث والإصابات والأمراض المهنية.
2. لحفاظ على مقـومات العنصر المادي المتمثل في المنشآت وما تحتويه من أجهزة ومعدات من التلف والضياع نتيجة للحوادث.
3. توفير وتنفيذ كافة اشتراطات السلامة والصحة المهنية التي تكفل توفير بيئة آمنة تحقق الوقاية من المخاطر للعنصرين البشري والمادي.
4. تستهدف السلامة والصحة المهنية كمنهج علمي تثبيت الآمان والطمأنينة في قلوب العاملين أثناء قيامهم بأعمالهم والحـد من نوبات القلق والفزع التي تنتابهم وهم يتعايشون بحكم ضروريات الحياة مع أدوات ومواد وآلات يكمن بين ثناياها الخطر الذي يهـدد حياتهم وتحت ظروف غير مأمونة تعرض حياتهم بين وقت وآخر لأخطار فادحة وهكذا تكون السلامة.

ومن السلامة في العمل، السلامة في المخازن وتتلخص في الأتى:
أماكن التخزين عادة تحوى المخزون الاستراتيجي للمنشآت من مواد خام أو منتج وغيرها من أجهزة ومعدات والآلات والتي تقدر بأموال طائلة، لذلك كان لابد من تأمين تلك المخازن من أخطار الحريق أو السطو والسرقة للحفاظ على ما تحتويه، وتعتمد عملية التأمين من الحريق على منع نشوبه والاستعداد التام لمواجهته في حالة حدوثه نظراً لما تشكله الحرائق من خسائر جسيمة للمواد المخزنة القابلة للاحتراق. وحتى أنه في حالة عـدم قابليتها للاحتراق فأنه يضرها التعرض للدخان أو الارتفاع في درجة الحرارة نتيجة حدوث حريق بالمواد الأخرى القابلة للاشتعال والقريبة منها، وأيضاً قد يحدث الضرر نتيجة المياه المستخدمة في عمليات مكافحة الحرائق. ويوجد ثلاثة اعتبارات واجبة الاتباع عند القيام بعملية تأمين المخازن أهمها فصل مواقع التخزين عن مواقع التصنيع، وتفادى وجود آية مصادر للاشتعال بمواقع التخزين واتخاذ التدابير الكفيلة للحد من انتشار الحريق عند وقوعه بمواقع التخزين.

## طرق تحقيقها
- التخطيط الفني السليم والهادف لأسس الوقاية في المنشات.
- التشريع النابع من الحاجة إلى تنفيذ هذا التخطيط الفني
- التنفيذ المبنى على الأسس العلمية السليمة عند عمليات الإنشاء مع توفير الأجهزة الفنية المتخصصة لضمان استمرار تنفيذ خدمات السلامة والصحة المهنية.

## برامج وأنظمةإدارة السلامة والصحة المهنية
من الجدير بالذكر ان برامج اداره السلامة الصحية والمهنيه المتحدثه باللغة العربية قليله جدا، لكن مؤخرا أصبح الاهتمام في إدارة الصحة والسلامة المهنية منوطا بالجهات الرقابية الحكومية الرسميه مثل وزارات العمل.
ان قله وندرة الانظمه المتحدثه أو المترجمه إلى اللغة العربية يؤدي إلى ضعف الإلمام بهذه الانظمه وتطبيقاتها في العالم العربي، مما يؤثر سلبا على مهارات مسؤولي السلامة العامة في المنطقة، واعتمادهم اساليب تقليديه وعقيمه في اداره مفهوم السلامة والصحة المهنية.